# Kana (Galiläa)
Kana (auch Kanaa) war ein historischer Ort in Galiläa im Nahen Osten.

## Kana in der Bibel
Im Neuen Testament gilt Kana als Schauplatz der Hochzeit zu Kana, die ausschließlich im Johannesevangelium erzählt wird (Joh 2,1–12 ). Nach der johanneischen Darstellung wirkte Jesus hier sein erstes Wunder, indem er eine große Menge Wasser in Wein verwandelte.
Außerdem ist Jesus nach dem Johannesevangelium später ein weiteres Mal in Kana gewesen (Joh 4,46–53 ). Auch Nathanael, einer der Jünger Jesu, soll aus Kana gestammt haben (Joh 21,2 ).

## Lage des historischen Ortes
Die genaue Lage von Kana lässt sich aus den neutestamentlichen Angaben nicht ohne weiteres erschließen. Es haben sich mehrere Traditionen und Vermutungen gebildet, wo der Ort gelegen haben könnte.

### Chirbet Qana / Kenet-el-Jalil
Chirbet Qana oder Kenet-el-Jalil liegt 14 km nördlich von Nazaret am Nordrand der Asochis-Ebene. Von der Zeit der Kreuzfahrer bis zum Ausgang des 16. Jahrhunderts wurde dieser Ort mit dem biblischen Kana in Galiläa identifiziert. In neuerer Zeit wird aus topographischen und linguistischen Gründen erneut dieser Lokalisierung gefolgt.

### Kafr Kanna
Kafr Kanna ist ein Dorf acht Kilometer nordöstlich von Nazaret. In Kafr Kanna wird der Anspruch auf Identität mit dem neutestamentlichen Ort durch die römisch-katholische „Hochzeitskirche“ unterstrichen, die an der Stelle steht, an der das Wunder stattgefunden haben soll. Die Fassade der kleinen Kirchen ist der des Salzburger Doms nachempfunden. Diese Kirche wurde 1883 auf dem Gelände einer verfallenen Moschee errichtet, unter deren Boden sich das Mosaik einer Synagoge fand, die frühestens im 5. Jahrhundert errichtet wurde. Ferner befindet sich in Kafr Kanna eine griechisch-orthodoxe Hochzeitskirche, und es wird dort auch ein „Haus des Nathanael“ gezeigt. Jedoch stimmt der Anlaut und die Aussprache des Namens nicht zur neutestamentlichen Schreibweise, sodass diese Lokalisierung weniger wahrscheinlich ist.

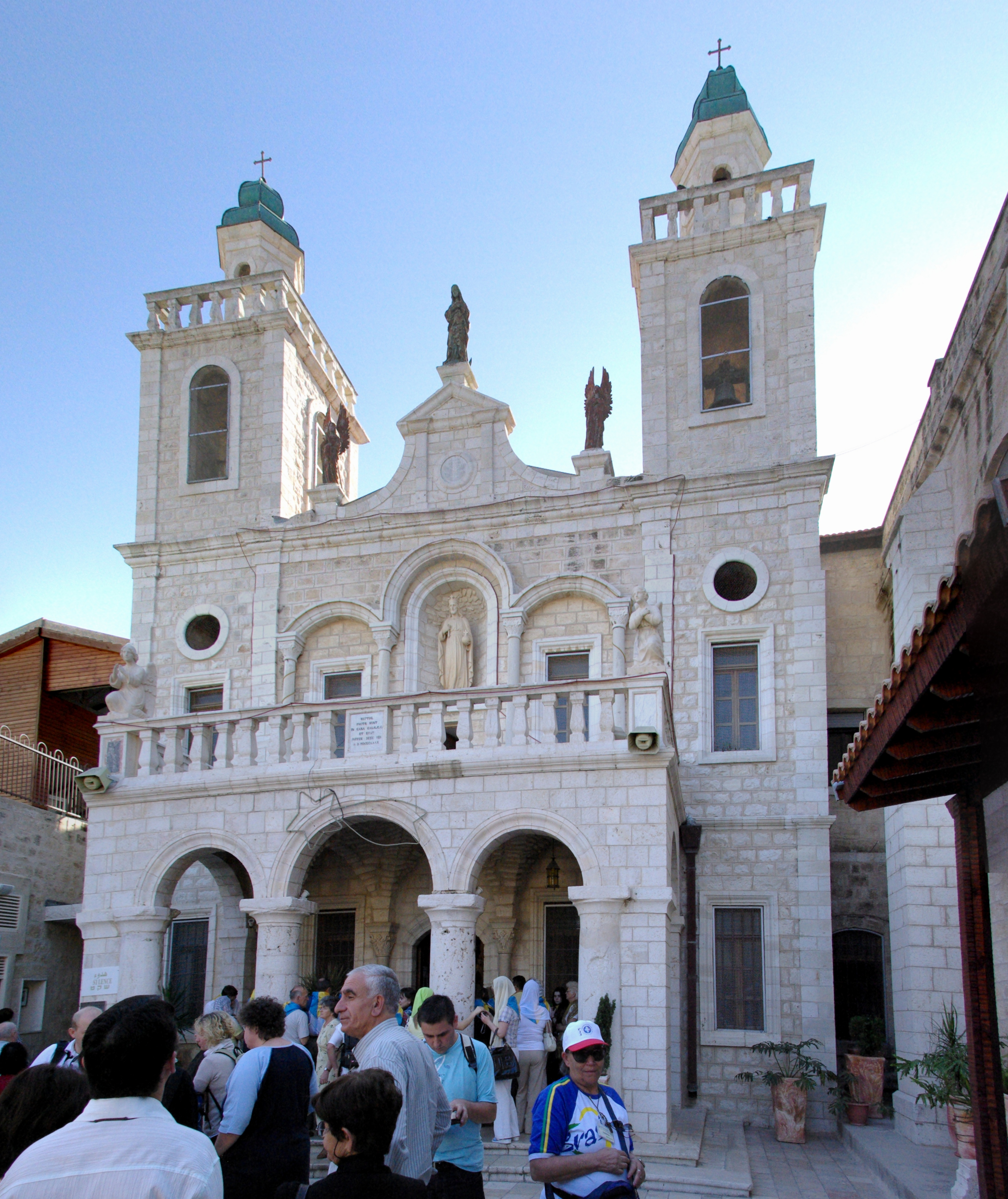
Die „Hochzeitskirche“ in Kafr Kanna
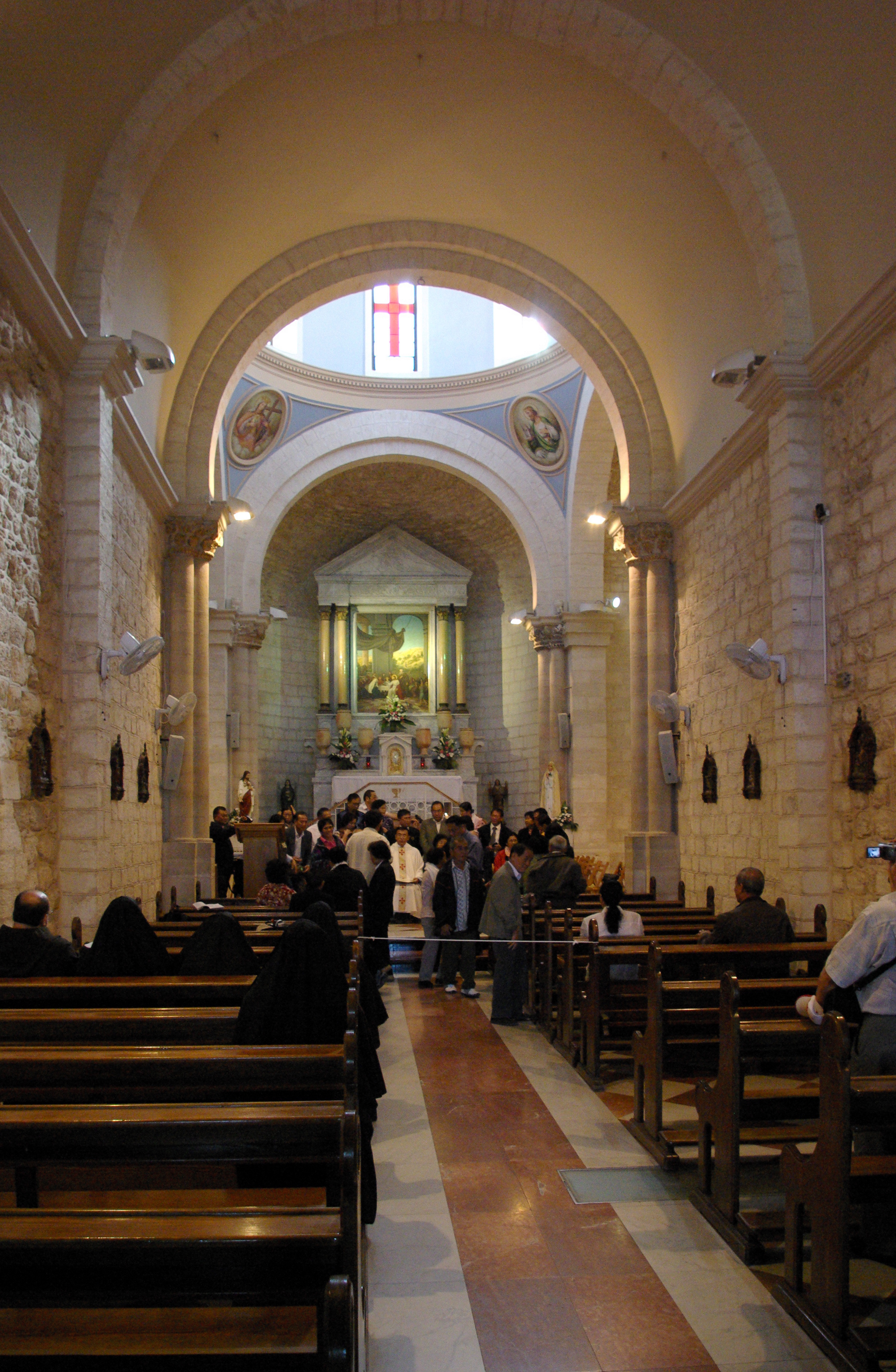
Die „Hochzeitskirche“, Innenansicht
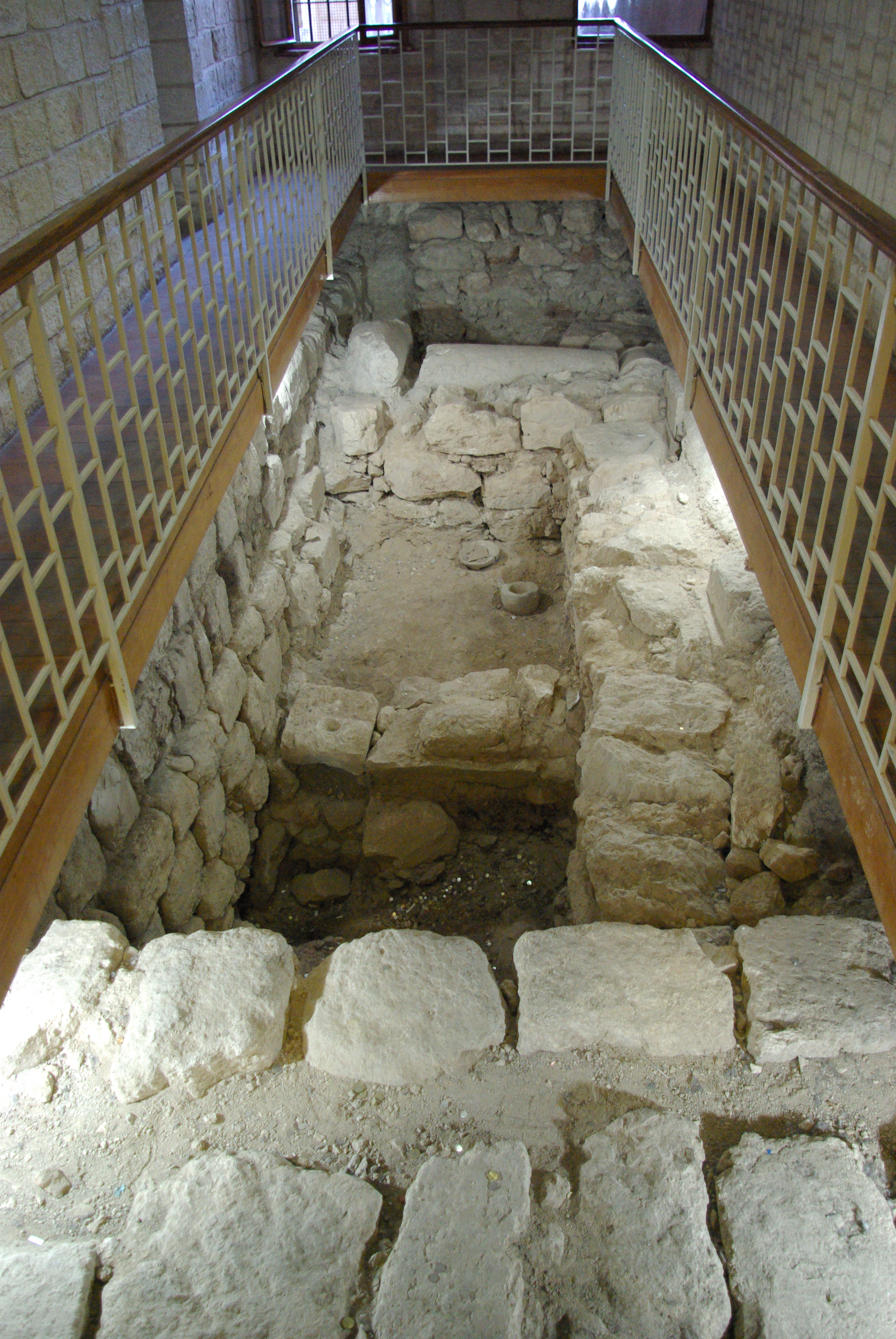
Raum neben der Kirche

### Weitere Orte
- Qana im Libanon wird von libanesischen Christen als das biblische Kana verehrt.
- Ain Kana, ein Ort noch etwas näher bei Nazaret.